# Freden i Lund
Freden i Lund slöts mellan Sverige och Danmark den 26 september 1679. I fredstraktaten bekräftades den fred som tidigare samma år slutits i Freden i Fontainebleau. Freden utgjorde slutet på Skånska kriget (1675–1679).

## Förhandlingarna
Den danska beskickningens huvudman yrkade förgäves på landavträdelser från Sveriges sida. Frankrikes sändebud, som ämnade inta en ledande ställning på fredskongressen, avfärdade kraftigt dessa krav och förklarade för danskarna att en fransk här på 50 000 man stod redo att om några dagar bryta in i Jylland. Den svenska ambassadens huvudman, Johan Gyllenstierna, använde sig av ett liknande språk. När danskarna förklarade att kongressen måste upplösas om man från motsidan var så omedgörlig, svarade Gyllenstierna att det i så fall fick bli så. Han var fast besluten att i så fall försöka att genom ett fortsatt krig med Frankrikes hjälp för alltid oskadliggöra Danmark.
Den danska regeringen märkte snart att det var allvar med hotelserna, och dess försök att i Paris vädja till Ludvig XIV:s "rättvisa och ädelmod" bemöttes med det kyliga svaret, "att i statsangelägenheter var det icke ädelmod som avgjorde". "Underteckna eller bryta förhandlingarna", var Ludvig XIV:s villkor.

## Resultat
Freden i Lund slöts den 26 september 1679, utan att Danmark fick behålla något av Sveriges område. Förhandlingarna skedde sannolikt i Dekanresidenset vid Stora Kyrkogatan (flyttat 1908 till Adelgatan inom Kulturens område).
Johan Gyllenstierna lyckades också begagna fredsunderhandlingarna till att grundlägga ett förbund mellan Nordens makter. Danmark och Sverige kom överens om att troget bistå varandra mot fiender samt på allt sätt befordra varandras intressen, speciellt i fråga om handeln. Särskilda handelsförmåner beviljades svenskar i Danmark och danskar i Sverige, "på det deras sinnen desto mera må kunna förbindas och en inbördes förtrolighet och vänskap igenom handel och vandel bland dem stiftas". Förbundet befästes genom avtal om ett snart äktenskap mellan Karl XI och danske konungens syster, Ulrika Eleonora, som Karl hade förlovat sig med kort före krigets utbrott.